# 2009 KW36
2009 KW36, também escrito como 2009 KW36, é um objeto transnetuniano que está localizado no Cinturão de Kuiper, uma região do Sistema Solar. Ele possui uma magnitude absoluta de 8,7 e tem um diâmetro estimado com 80 km.

## Descoberta
2009 KT36 foi descoberto no dia 27 de maio de 2009.

## Órbita
A órbita de 2009 KT36 tem uma excentricidade de 0,154 e possui um semieixo maior de 44,987 UA. O seu periélio leva o mesmo a uma distância de 27,510 UA em relação ao Sol e seu afélio a 51,920 UA.